# Min f.d. familj
Min f.d. familj, svensk miniserie i tre delar, sänd 2004.

## Handling
Handlar om konstintendenten Tobias och hans relationer till tonårsdottern, exhustrun och hennes nya man samt hans bror och dennes familj. Om personlig utveckling och att våga göra det man vill, om att våga göra det som är bäst för en själv och vad som kan krävas för att man skall inse det.

## Om serien
Serien spelades in i Stockholm, Nynäshamn och Köpenhamn. Den visades första gången den 23, 24 och 28 februari 2004 i SVT1.

## Rollista (komplett)
- Peter Engman - Tobias
- Philomène Grandin - Graci
- Jessica Liander - Vendela
- Kalle Westerdahl - Anders
- Paula Wik - Johanna
- Viktor Källander - Mats
- Josef Moberg - Adam
- Isabell Sollman - Liv
- Tanja Svedjeström - Louise
- Kirsti Torhaug - Ylva
- Elena Trepka-Bloch - Asta
- Kjell Lennartsson - Stanley
- Magnus Nilsson - Stig
- Anna Pettersson - Carina
- Pierre Tafvelin - Gert
- Harry Achilles - arkitekten
- Donald Högberg - Einar